# Phân tông Dị hùng
Phân tông Dị hùng (danh pháp khoa học: Heterostemminae) là một phân tông thực vật có hoa trong tông Ceropegieae thuộc phân họ Asclepiadoideae của họ Apocynaceae. Các loài trong phân tông này phân bố trong khu vực từ Ấn Độ về phía đông tới New Caledonia, nhưng không có ở châu Phi và bán đảo Ả Rập.

## Phân loại
Phân tông này gồm 1 chi như sau:
- Heterostemma: Bao gồm khoảng 12-42 loài dị hùng.[4][5][6]